# Ley (krater)
Ley je mjesečev udarni krater koji se nalazi preko južnog ruba mnogo veće obzidane ravnice Campbell. U jugo-jugozapadni rub Leya ulazi malo veći krater Von Neumann. Krhotine iz formacije Von Neumanna proizvele su izbočeni bedem koji zauzima jugozapadni unutarnji kat Leya. Vanjski rub Leya je podvrgnut udarnoj eroziji i obilježen je nizom malih kratera. Unutarnji zid je također istrošen, a unutarnji pod je izboden nizom malih kratera. Na podu sjeverozapadno od središnje točke nalazi se mali krater u obliku šalice.

## Vanjske poveznice
|  | Zajednički poslužitelj ima još gradiva o temi Ley (krater) |